# Jianbing

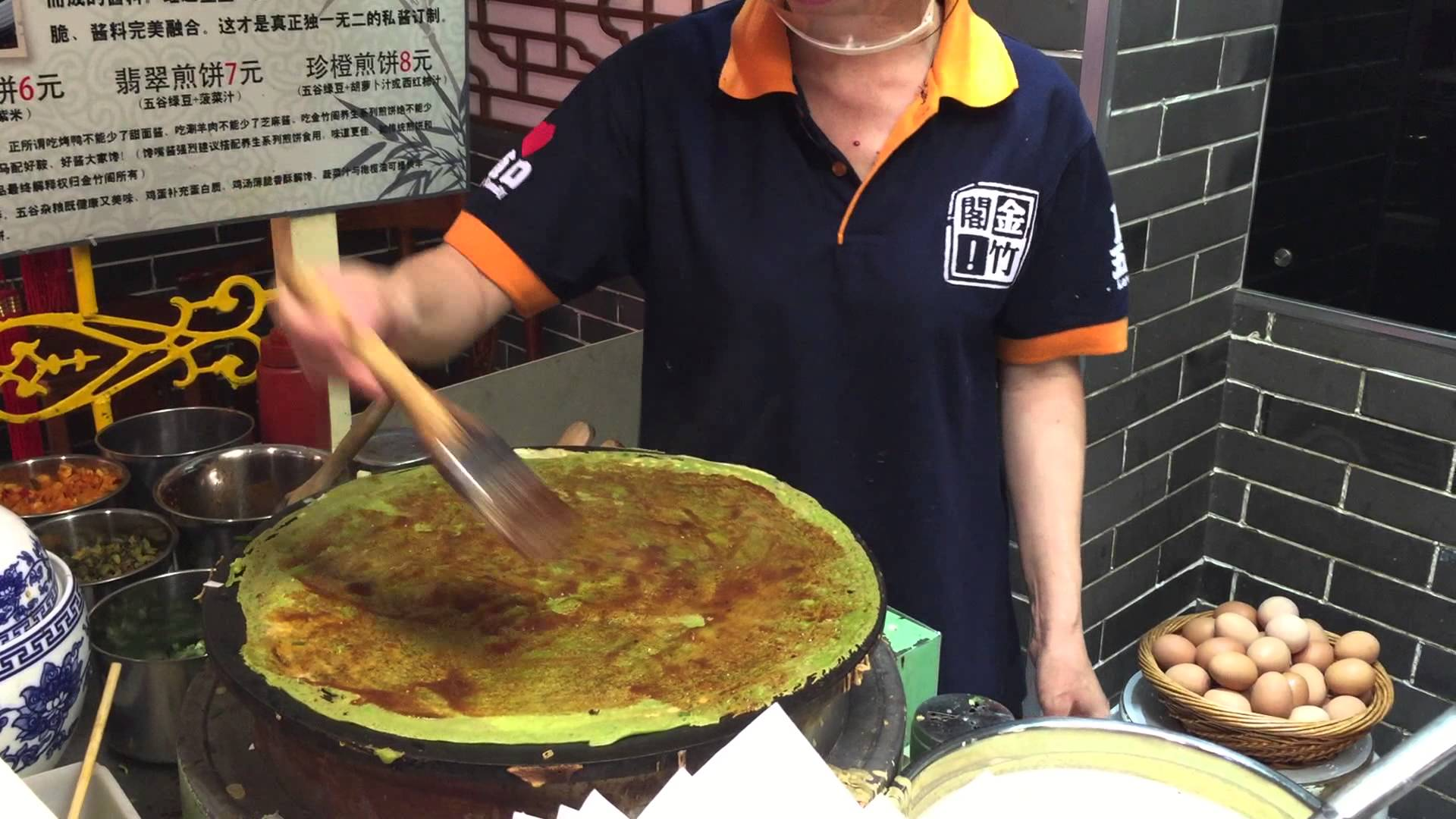
Ein Verkäufer streicht Hoisin-Sauce auf das Jianbing, während es gerade gebacken wird.

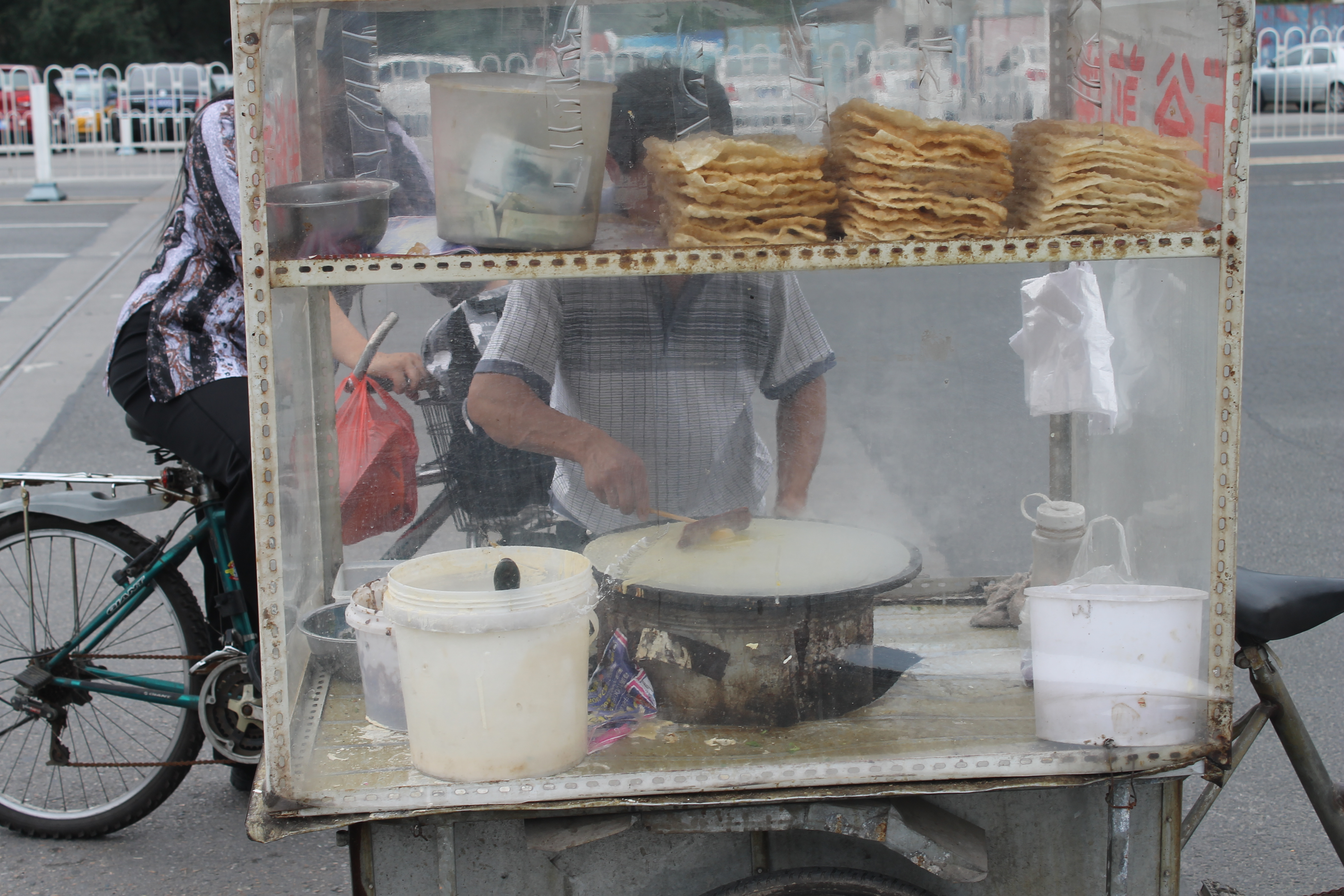
Ein Verkäufer bereitet ein Jianbing auf seinem fahrbaren Verkaufsstand auf der Straße zu.

Jianbing (chinesisch 煎餅 / 煎饼, Pinyin jiānbǐng) ist ein traditionelles chinesisches Imbissgericht. Es kommt dem französischen Galette nahe und wird häufig als chinesischer  Crêpe bezeichnet.
In China wird diese Art von bing insbesondere zum Frühstück gegessen und ist eines der populärsten Street-Food-Gerichte des Landes. Der Teig von Jianbings besteht aus Weizen- und Getreidemehl und Eiern. Die Füllung eines Jianbing ist je nach persönlichem Geschmack unterschiedlich und besteht meist aus herzhaften Zutaten wie Schinken, gehackten oder gewürfelten Senfgurken, Schalotten, Korianderkraut, Chili-Sauce oder Hoisin-Sauce. Vor dem Servieren wird ein Jianbing in der Regel mehrmals gefaltet. Als Street-Food-Gericht hat Jianbing seit den 2010er Jahren zunehmende Popularität in westlichen Ländern gewonnen.